# Jacques Schyrgens
Jacques Schyrgens (Elsene, 1923) is een Belgisch-Canadees kunstschilder en graficus.
Hij was een zoon van Antoine Schyrgens. Een deel van zijn jeugd bracht hij door in Oostende (vanaf najaar 1935). Hij kreeg kunstonderricht van zijn vader, een architect die ook aquarellist en leraar aan de Kunstacademie in Oostende was. Hij studeerde anatomie in het atelier van Serge Mako in Parijs. Hij verbleef drie jaar in Rome en studeerde aan de kunstacademie. Hij reisde doorheen Spanje, de Verenigde Staten en Mexico, vooraleer te emigreren in 1952 naar Quebec, Canada.
Uit zijn Oostendse tijd stammen stemmige taferelen uit de vissershaven en het schipperskwartier.
Tegen het einde van de Tweede Wereldoorlog verbleef het gezin in het zuiden van Frankrijk. Jacques Schyrgens had hier zijn eerste tentoonstelling op zestienjarige leeftijd. Henri Matisse was hun buurman. In zijn jeugd was Schyrgens eerder geneigd tot commerciële kunst en had geen hoge dunk van de gevestigde traditionele schilders.Op het einde van de jaren 40 van de voorgaande eeuw woonde hij in Spanje waar hij, naar eigen overtuiging en geïnspireerd door de cultuur, muziek en dans van de zigeuners, zijn beste werken op doek zette. Na zijn reizen doorheen Spanje, vertrok hij naar de Verenigde Staten en Mexico, vooraleer te emigreren in 1952 naar Quebec, Canada en een Canadees staatsburger te worden.
Hij woonde in het historisch centrum van Quebec. Hij schilderde veel straatscènes ter versiering van het hotel Château Frontenac. Over een periode van negen jaar produceerde hij er honderden doeken, waarvan er een aantal verkocht werden in de VSA. Zijn werken genoten een matige belangstelling. Hij verhuisde daarop naar Toronto, Ontario, Hij schilderde hier opnieuw straatscènes. Hij kon deze verkopen aan hotel, in het bijzonder het Royal York hotel.
Hij verhuisde in 1972 opnieuw, ditmaal naar Kenora in noordwest Ontario. Met de steun van de "Arts Council of Ontario" stichtte hij de "Kenora Artists Association" en stelde een aantal studio's ter beschikking voor de plaatselijke kunstenaars en studenten. Hij had een grote invloed op de lokale kunstenaars en hij steunde de beginnende kunstenaars. Hij richtte er ook een atelier op voor zijdezeefdruk. Als boekillustrator verzorgde hij linosneden ter illustratie bij het boek van H.D. Thoreau, Walden or Life in the Woods, Grimsby (Ontario), Poole Hall Press, 1977.
In 1981 nam hij zijn intrek in een atelier in Winnipeg, Manitoba, waar hij opnieuw kleurrijke straatscènes schilderde.
Jacques Schyrgens was lid van de "Artist Rights Society", een belangenvereniging ter bescherming van het copyright en de licenties van de kunstenaars. Hij is ook vele jaren lid geweest van de "Art Museum Image Consortium", een vereniging zonder winstbejag die afbeeldingen beschikbaar stelt voor educatieve doeleinden.
Zijn werken bevinden zich in enkele musea en in veel privé-collecties. Ze worden aangeboden tegen redelijke prijzen op veilingen. Zijn werken werden tentoongesteld in Brussel, Amsterdam, Den Haag, Parijs, Londen, Rome, Quebec, Montreal en Winnipeg. Het "Lake of the Woods Museum" in Kenora, Ontario organiseerde in augustus en september 2007 een tentoonstelling met veertig aquarellen, door hem gemaakt in Kenora.
Hij beïnvloedde andere Canadese kunstenaars, zoals Michael Dobson.

## Musea
- Oostende, Mu.ZEE (Kunstmuseum aan Zee)
- Quebec, Canada : collectie van de Laval universiteit.